# Metal Mind Productions
Metal Mind Productions (MMP) ist ein Unternehmen, das im Jahr 1987 von Tomasz Dziubiński in Polen gegründet wurde. Neben der Veröffentlichung von Musikalben, organisiert das Unternehmen noch Konzerte und veröffentlicht Musik-DVDs. Zudem wird auch der Metal Hammer über Metal Mind Productions in Polen vertrieben.

## Geschichte
Metal Mind Productions wurde im Jahr 1987 von Tomasz Dziubiński gegründet. Bei dem Unternehmen wurden seit der Gründung Alben verschiedener polnischer Rock- und Metal-Bands wie TSA, SBB, Homo Twist, Armia, Acid Drinkers, Satellite, Collage, Hunter oder Closterkeller veröffentlicht. Bisher wurden in der Geschichte des Unternehmens über 1000 Lizenzen vergeben und über 10.000.000 Kopien verkauft.
Metal Mind Productions übernimmt die Distribution vieler Alben von Roadrunner Records, aber auch von MVD (USA), Soulfood (Deutschland) und Plastic Head Distribution (Großbritannien).
Im Jahr 1991 veranstaltete das Unternehmen ein Konzert namens Monsters of Rock das 35.000 Besucher umfasste und auf dem Bands wie AC/DC, Metallica und Queensrÿche zu hören waren. Das Unternehmen organisierte bisher 1.000 weitere Konzerte für Bands wie Faith No More, Chris de Burgh, Gordon Haskell, Plácido Domingo und Chris Rea.
Im Jahr 2002 begann das Unternehmen mit der Produktion von Musik-DVDs. Über 60 DVDs wurden bisher über Metal Mind Productions veröffentlicht.
Seit 2006 wurden alte Alben, die vorher bereits bei Roadrunner Records und Nuclear Blast veröffentlicht wurden, neu und teilweise mit Bonusmaterial veröffentlicht. Bands wie Artillery und Annihilator waren darunter.

## Bands (Auswahl)
- Arena
- Artillery
- Cemetery of Scream
- Dark Tranquillity
- Decapitated
- Deep Purple
- Defiance
- Delight
- Desdemona
- Diamond Head
- Dies Irae
- Enslaved
- Exodus
- The Exploited
- Gordon Haskell
- Hate
- Horde
- Jadis
- John Wetton
- Warsaw Village Band
- Malevolent Creation
- Yngwie Malmsteen
- Michael Schenker Group
- Mortification
- Opprobrium
- Pain
- Paul Di’Anno
- Ratos de Porão
- Rotting Christ
- SBB
- Tomasz Stańko

## Veröffentlichungen (Auswahl)
- 2007: Artillery · Through the Years
- 2007: Vader · And Blood was Shed in Warsaw (DVD)
- 2007: Sadus · Chemical Exposure
- 2007: Pestilence · Spheres
- 2007: Paradise Lost · The Singles Collection
- 2008: Gorgoroth · Black Mass Krakow 2004 (DVD)
- 2007: Cradle of Filth · Midian
- 2008: Kittie · Safe
- 2009: Acid Drinkers · Amazing Atomic Activity
- 1997: Voivod · Phobos
- 2003: Rotting Christ · In Domine Sathana (DVD)
- 2007: Toxik · World Circus
- 2002: Behemoth · Historica
- 2003: Ill Niño · Confession
- 2006: Gorguts · The Erosion of Sanity
- 2007: Blessed Death · Destined for Extinction
- 2008: Deivos · Emanation from Below
- 2002: Soulfly · 3
- 2001: Slipknot · Slipknot
- 2008: Disgorge · Parallels of Infinite Torture
- 2010: Destruction · Metal Discharge
- 2008: Hypocrisy · Penetralia
- 2007: Atrophy · Socialized Hate
- 2008: Exhorder · The Law
- 2000: Dies Irae · Immolated
- 2001: Sepultura · Chaos A.D.[3]
- 2003: Vader · Blood